# ريد لين
ريد لين (بالإنجليزية: Red Lynn)‏ هو لاعب كرة قاعدة أمريكي، ولد في 27 ديسمبر 1913، وتوفي في 27 أكتوبر 1977.

## وصلات خارجية
- ريد لين على موقع دوري كرة القاعدة الرئيسي (الإنجليزية)
- ريد لين على موقعبيزبول رفرنس.كوم (الدوري الرئيسي) (الإنجليزية)
- ريد لين على موقعبيزبول رفرنس.كوم (الدوري الثانوي) (الإنجليزية)